# Campeonato Europeo de Waterpolo Femenino de 2022
El XIX Campeonato Europeo de Waterpolo Femenino se celebró en Split (Croacia) entre el 27 de agosto y el 9 de septiembre de 2022 bajo la organización de la Liga Europea de Natación (LEN) y la Federación Croata de Natación. Paralelamente se celebró el XXXV Campeonato Europeo de Waterpolo Masculino.
Los partidos se realizaron en el Spaladium Arena de la ciudad croata. Compitieron en el evento 12 selecciones nacionales afiliadas a la LEN por el título europeo, cuyo anterior portador era el equipo de España, ganador del Europeo de 2020.
La selección de España conquistó su tercer título europeo al vencer en la final al equipo de Grecia con un marcador de 9-6. El conjunto de Italia ganó la medalla de bronce en el partido por el tercer puesto contra el equipo de los Países Bajos.

## Grupos
| Grupo A      | Grupo B    |
| ------------ | ---------- |
| Alemania     | Serbia     |
| Croacia      | Francia    |
| Hungría      | Eslovaquia |
| Grecia       | Italia     |
| Países Bajos | Israel     |
| Rumanía      | España     |

## Primera fase
- Todos los partidos en la hora local de Croacia (UTC+2).

Los cuatro primeros equipos de cada grupo pasan a los cuartos de final.

### Grupo A
| Equipo       | J | G | E | P | GF  | GC  | DG  | PTS |
| ------------ | - | - | - | - | --- | --- | --- | --- |
| Países Bajos | 5 | 5 | 0 | 0 | 105 | 21  | +84 | 15  |
| Grecia       | 5 | 4 | 0 | 1 | 78  | 31  | +47 | 12  |
| Hungría      | 5 | 3 | 0 | 2 | 82  | 32  | +50 | 9   |
| Croacia      | 5 | 2 | 0 | 3 | 46  | 82  | -36 | 6   |
| Alemania     | 5 | 1 | 0 | 4 | 33  | 93  | -60 | 3   |
| Rumanía      | 5 | 0 | 0 | 5 | 19  | 104 | -85 | 0   |

- Resultados

| Fecha | Hora  | Partido      | Partido | Partido      | Resultado |
| ----- | ----- | ------------ | ------- | ------------ | --------- |
| 27.08 | 10:00 | Alemania     | -       | Rumanía      | 15-10     |
| 27.08 | 17:30 | Croacia      | -       | Países Bajos | 6-22      |
| 27.08 | 20:30 | Hungría      | -       | Grecia       | 8-9       |
| 28.08 | 13:00 | Rumanía      | -       | Grecia       | 3-24      |
| 28.08 | 17:30 | Alemania     | -       | Croacia      | 8-15      |
| 28.08 | 19:00 | Países Bajos | -       | Hungría      | 13-4      |
| 30.09 | 11:30 | Hungría      | -       | Alemania     | 26-4      |
| 30.09 | 17:30 | Croacia      | -       | Rumanía      | 15-6      |
| 30.09 | 20:30 | Grecia       | -       | Países Bajos | 8-13      |
| 01.09 | 10:00 | Alemania     | -       | Grecia       | 3-13      |
| 01.09 | 13:00 | Rumanía      | -       | Países Bajos | 0-28      |
| 01.09 | 17:30 | Croacia      | -       | Hungría      | 6-22      |
| 03.09 | 10:00 | Hungría      | -       | Rumanía      | 22-0      |
| 03.09 | 17:30 | Grecia       | -       | Croacia      | 24-4      |
| 03.09 | 20:30 | Alemania     | -       | Países Bajos | 3-29      |

### Grupo B
| Equipo     | J | G | E | P | GF  | GC  | DG  | PTS |
| ---------- | - | - | - | - | --- | --- | --- | --- |
| Italia     | 5 | 5 | 0 | 0 | 98  | 28  | +70 | 15  |
| España     | 5 | 4 | 0 | 1 | 103 | 25  | +78 | 12  |
| Israel     | 5 | 3 | 0 | 2 | 49  | 56  | -7  | 9   |
| Francia    | 5 | 2 | 0 | 3 | 60  | 62  | -2  | 6   |
| Serbia     | 5 | 1 | 0 | 2 | 37  | 91  | -54 | 3   |
| Eslovaquia | 5 | 0 | 0 | 5 | 22  | 107 | -85 | 0   |

- Resultados

| Fecha | Hora  | Partido    | Partido | Partido    | Resultado |
| ----- | ----- | ---------- | ------- | ---------- | --------- |
| 27.08 | 11:30 | Serbia     | -       | España     | 3-32      |
| 27.08 | 13:00 | Eslovaquia | -       | Italia     | 1-26      |
| 27.08 | 19:00 | Francia    | -       | Israel     | 7-8       |
| 28.08 | 10:00 | Serbia     | -       | Francia    | 14-15     |
| 28.08 | 11:30 | Israel     | -       | Eslovaquia | 18-7      |
| 28.08 | 20:30 | España     | -       | Italia     | 9-12      |
| 30.09 | 10:00 | Eslovaquia | -       | Serbia     | 6-9       |
| 30.09 | 13:00 | Francia    | -       | España     | 4-16      |
| 30.09 | 19:00 | Italia     | -       | Israel     | 18-5      |
| 01.09 | 11:30 | Serbia     | -       | Italia     | 7-23      |
| 01.09 | 19:00 | España     | -       | Israel     | 20-3      |
| 01.09 | 20:30 | Francia    | -       | Eslovaquia | 28-5      |
| 03.09 | 11:30 | Eslovaquia | -       | España     | 3-26      |
| 03.09 | 13:00 | Serbia     | -       | Israel     | 4-15      |
| 03.09 | 19:00 | Italia     | -       | Francia    | 19-6      |

## Fase final
- Todos los partidos en la hora local de Croacia (UTC+2).

|  | Cuartos de final | Cuartos de final |        |              | Semifinales | Semifinales |              |              | Final        | Final |  |
|  |                  |                  |        |              |             |             |              |              |              |       |  |
|  |                  |                  |        |              |             |             |              |              |              |       |  |
|  | Países Bajos     | 22               |        |              |             |             |              |              |              |       |  |
|  | Países Bajos     | 22               |        |              |             |             |              |              |              |       |  |
|  | Francia          | 3                |        |              |             |             |              |              |              |       |  |
|  | Francia          | 3                |        | Países Bajos | 7           |             |              |              |              |       |  |
|  |                  |                  |        | Países Bajos | 7           |             |              |              |              |       |  |
|  |                  |                  | España | 10           |             |             |              |              |              |       |  |
|  | Hungría          | 11               | España | 10           |             |             |              |              |              |       |  |
|  | Hungría          | 11               |        |              |             |             |              |              |              |       |  |
|  | España           | 15               |        |              |             |             |              |              |              |       |  |
|  | España           | 15               |        |              |             |             |              | España       | 9            |       |  |
|  |                  |                  |        |              |             |             |              | España       | 9            |       |  |
|  |                  |                  | Grecia | 6            |             |             |              |              |              |       |  |
|  | Grecia           | 14               | Grecia | 6            |             |             |              |              |              |       |  |
|  | Grecia           | 14               |        |              |             |             |              |              |              |       |  |
|  | Israel           | 4                |        |              |             |             |              |              |              |       |  |
|  | Israel           | 4                |        | Grecia       | 12          |             |              | Tercer lugar | Tercer lugar |       |  |
|  |                  |                  |        | Grecia       | 12          |             |              | Tercer lugar | Tercer lugar |       |  |
|  |                  |                  | Italia | 9            |             |             |              |              |              |       |  |
|  | Croacia          | 8                | Italia | 9            |             |             | Países Bajos | 13           |              |       |  |
|  | Croacia          | 8                |        |              |             |             | Países Bajos | 13           |              |       |  |
|  | Italia           | 16               |        |              |             |             |              |              | Italia       | 16    |  |
|  | Italia           | 16               |        |              |             |             |              |              | Italia       | 16    |  |
|  |                  |                  |        |              |             |             |              |              |              |       |  |

### Cuartos de final
| Fecha | Hora  | Partido      | Partido | Partido | Resultado |
| ----- | ----- | ------------ | ------- | ------- | --------- |
| 05.09 | 16:00 | Países Bajos | -       | Francia | 22-3      |
| 05.09 | 17:30 | Croacia      | -       | Italia  | 8-16      |
| 05.09 | 19:00 | Hungría      | -       | España  | 11-15     |
| 05.09 | 20:30 | Grecia       | -       | Israel  | 14-4      |

### Semifinales
| Fecha | Hora  | Partido      | Partido | Partido | Resultado |
| ----- | ----- | ------------ | ------- | ------- | --------- |
| 07.09 | 19:00 | Países Bajos | -       | España  | 7-10      |
| 07.09 | 20:30 | Grecia       | -       | Italia  | 12-9      |

### Tercer lugar
| Fecha | Hora  | Partido      | Partido | Partido | Resultado |
| ----- | ----- | ------------ | ------- | ------- | --------- |
| 09.09 | 19:00 | Países Bajos | -       | Italia  | 13-16     |

### Final
| Fecha | Hora  | Partido | Partido | Partido | Resultado |
| ----- | ----- | ------- | ------- | ------- | --------- |
| 09.09 | 20:30 | España  | -       | Grecia  | 9-6       |

### Partidos de clasificación
- Puestos 5.º a 8.º

| Fecha | Hora  | Partido | Partido | Partido | Resultado |
| ----- | ----- | ------- | ------- | ------- | --------- |
| 07.09 | 16:00 | Francia | -       | Hungría | 9-19      |
| 07.09 | 17:30 | Israel  | -       | Croacia | 15-8      |

Undécimo lugar
| Fecha | Hora  | Partido | Partido | Partido    | Resultado |
| ----- | ----- | ------- | ------- | ---------- | --------- |
| 05.09 | 10:00 | Rumanía | -       | Eslovaquia | 9-5       |

Noveno lugar
| Fecha | Hora  | Partido  | Partido | Partido | Resultado |
| ----- | ----- | -------- | ------- | ------- | --------- |
| 05.09 | 11:30 | Alemania | -       | Serbia  | 9-12      |

Séptimo lugar
| Fecha | Hora  | Partido | Partido | Partido | Resultado |
| ----- | ----- | ------- | ------- | ------- | --------- |
| 09.09 | 16:00 | Francia | -       | Croacia | 13-4      |

Quinto lugar
| Fecha | Hora  | Partido | Partido | Partido | Resultado |
| ----- | ----- | ------- | ------- | ------- | --------- |
| 09.09 | 17:30 | Hungría | -       | Israel  | 18-7      |

## Medallero
| España | Grecia | Italia |
| Paula Camús Amorós Anna Espar Llaquet Laura Ester Ramos Judith Forca Ariza María del Carmen García Irene González López Paula Leitón Arrones Cristina Nogué Frigola Beatriz Ortiz Muñoz Pilar Peña Carrasco Nona Pérez Vivas Paula Prats Rodríguez Elena Ruiz Barril Martina Terré Martí | Eleni Eliniadi Ioanna Jydirioti María Myriokefalitaki Irini Ninu María Patra Elefthería Plevritu Margarita Plevritu Vasilikí Plevritu Stefanía Santa Jristina Siuti Eleni Sotireli Ioanna Stamatopulu Fotiní Trijá Eleni Xenaki Athiná Yannopoulu | Silvia Avegno Caterina Banchelli Dafne Bettini Roberta Bianconi Lucrezia Cergol Agnese Cocchiere Giuseppina Condorelli Luna Di Claudio Giuditta Galardi Sofia Giustini Claudia Marletta Valeria Palmieri Domitilla Picozzi Chiara Tabani Giulia Viacava |
| Miguel Ángel Oca (seleccionador) | Alexia-Anna Kammenu (seleccionador) | Carlo Silipo (seleccionador) |

Fuente: 

## Estadísticas

### Clasificación general
| 1. España       |
| 2. Grecia       |
| 3. Italia       |
| 4. Países Bajos |
| 5. Hungría      |
| 6. Israel       |
| 7. Francia      |
| 8. Croacia      |
| 9. Serbia       |
| 10. Alemania    |
| 11. Rumanía     |
| 12. Eslovaquia  |

### Máximas goleadoras
| N.º | Nombre                  | Selección    | Goles | Tiros | %      | Partidos jugados |
| --- | ----------------------- | ------------ | ----- | ----- | ------ | ---------------- |
| 1   | Gréta Gurisatti         | Hungría      | 27    | 39    | 69,2 % | 8                |
| 2   | Simone van de Kraats    | Países Bajos | 24    | 36    | 66,7 % | 7                |
| 3   | Maartje Keuning         | Países Bajos | 20    | 27    | 74,1 % | 7                |
| 3   | Maria Bogachenko        | Israel       | 20    | 41    | 48,8 % | 8                |
| 3   | Sofia Giustini          | Italia       | 20    | 42    | 47,6 % | 8                |
| 6   | María del Carmen García | España       | 18    | 26    | 69,2 % | 7                |
| 6   | Brigitte Sleeking       | Países Bajos | 18    | 27    | 66,7 % | 7                |
| 6   | Silvia Avegno           | Italia       | 18    | 30    | 60,0 % | 8                |
| 6   | Louise Guillet          | Francia      | 18    | 38    | 47,4 % | 8                |
| 10  | Kitty-Lynn Joustra      | Países Bajos | 17    | 25    | 68,0 % | 8                |
| 10  | Beatriz Ortiz Muñoz     | España       | 17    | 39    | 43,6 % | 7                |
| 10  | Elena Ruiz Barril       | España       | 17    | 46    | 37,0 % | 8                |

Fuente: 